# Proteólise lisossomal
A proteólise lisossomal foi a primeira via proteolítica identificada, e a ela é atribuída a degradação de materiais estranhos advindos do meio extra-celular (por meio da endocitose), a degradação de proteínas de membrana, a reciclagem de organelas e componentes celulares envelhecidos e a proteólise estimulada pelo jejum no fígado. 
Seu objetivo é cumprido através da digestão intracelular controlada de macromoléculas (como, por exemplo, proteínas, ácidos nucléicos, polissacarídeos, e lipídios), catalisada por cerca de 50 enzimas hidrolíticas, entre as quais se encontram proteases, nucleases, glicosidases, lipases, fosfolipases, fosfatases, e sulfatases ativas em pH ácido que é mantido por meio de bombas de H+ da membrana e às custas da hidrólise de ATP. 
A proteólise ocorre por através de processos seletivos e não seletivos; entre os não seletivos estão a macroautofagia (fusão de lisossomas com vacúolos originários do complexo de Golgi e retículo endoplasmático liso) que é ativada sobretudo no fígado em períodos iniciais de jejum e a microautofagia (invaginação da superfície lisossomal que leva à produção de vesículas cujo conteúdo proteico sofre degradação no interior do lisossoma) e que ocorre sob condições nutricionais normais.